# فيفيان والش
فيفيان والش (بالإنجليزية: Vivian Walsh)‏ هو طيار نيوزيلندي، ولد في 1888، وتوفي في 1950.